# Magazine Z
Monthly Magazine Z (月刊マガジンZ?, Gekkan Magajin Zetto) era una rivista giapponese di manga seinen creata dalla Kōdansha per i fan di serie anime e manga, con al suo interno, oltre ai capitoli di varie serie, articoli ed informazioni. La rivista cominciò la sua pubblicazione nel 1999.

## Mangaka e manga nelMagazine Z
Masa Ikku
- - Sakura Taisen (commissionato dalla Sega Enterprises)
- Kia Asamiya
  - Batman: Child of Dreams (commissionato dalla DC Comics)
- Takuya Fujima
  - Deus Vitae
  - Free Collars Kingdom
- Kenji Ishikawa
  - Metroid (commissionato dalla Nintendo)
- Kyu Hayashida
  - Maken X Another
- Toshitsugu Iida
  - Wolf's Rain (creato da Keiko Nobumoto)
- Shinya Kaneko
  - Culdcept
- Aki Katsu
  - Psychic Academy
- Asuka Katsura
  - Kozetto no Shōzō
- Yuuichi Kumakura
  - King of Bandit Jing
- Asato Mifune
  - Yukei Seikyo Kukla (storia di Koji Tazawa)
- Haruhiko Mikimoto
  - Baby Birth (storia di Sukehiro Tomita)
- Kenichi Muraeda
  - Kamen Rider Spirits (storia di Shōtarō Ishinomori)
- Chiaki Ogishima
  - Heat Guy J (creato da Kazuki Akane)
- Atsushi Soga
  - Turn A Gundam (storia di Yoshiyuki Tomino)
- Hajime Ueda
  - FLCL
  - Q-Ko-Chan: The Earth Invader Girl
- Warabino Kugeko
  - Heroic Age
- Gō Nagai
  - Mao Dante
- Tohiro Konno
  - Pugyuru
- Narumi Kakinouchi
  - Yakushiji Ryōko no Kaiki Jikenbo (storia di Yoshiki Tanaka)